# أولاد امحمد (إقليم تاوريرت)
أولاد امحمد هي جماعة قروية مغربية تقع ضمن إقليم تاوريرت، بجهة الشرق، وحسب إحصاء 2014 فإن عدد سكانها يبلغ 1310 نسمة